# Åsa Wikforss

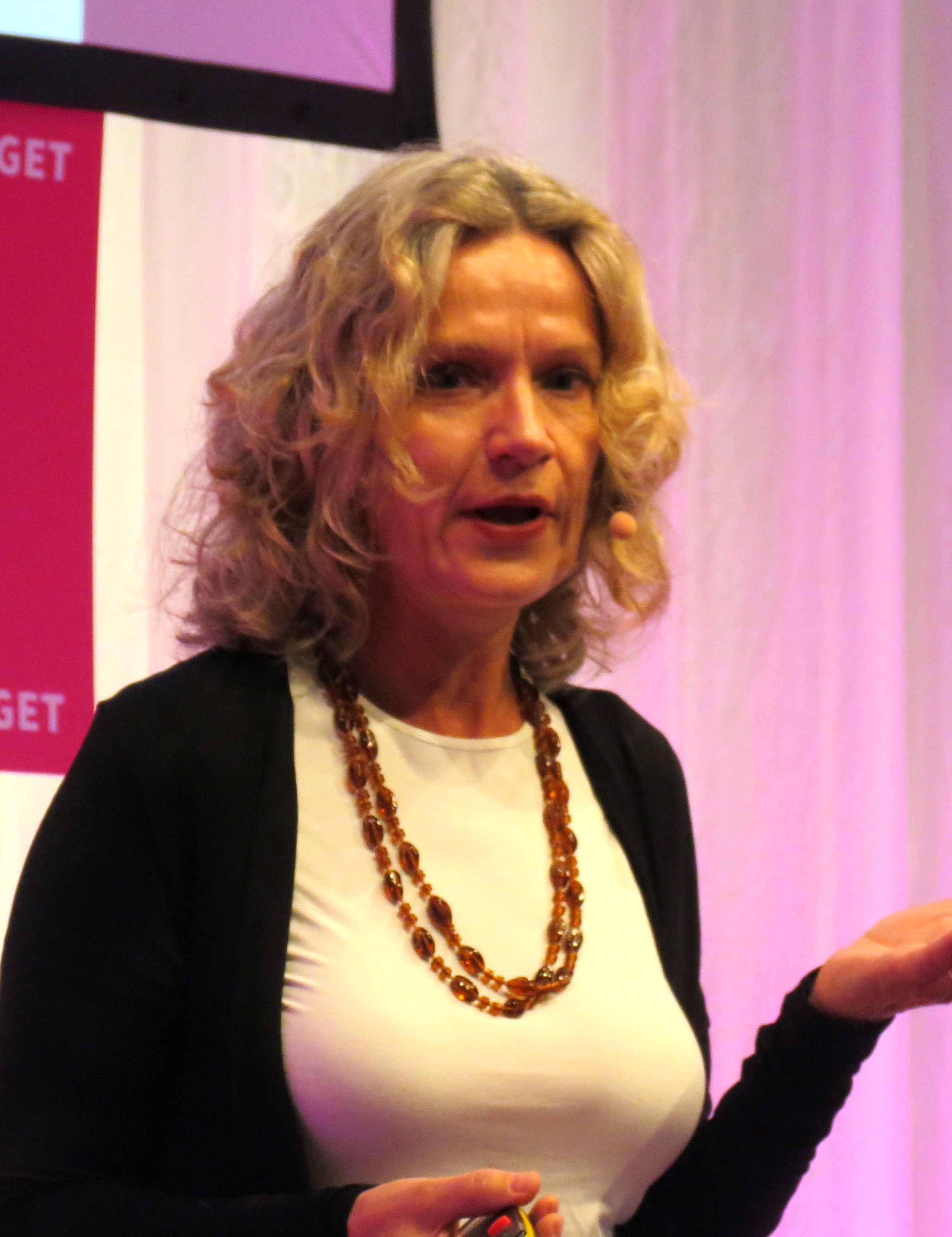
Åsa Wikforss

Åsa Maria Wikforss (geboren 25. Juli 1961 in Göteborg) ist eine schwedische Philosophin. Sie ist Professorin für theoretische Philosophie an der Universität Stockholm und seit 2019 Mitglied der Schwedischen Akademie.

## Leben
Wikforss wuchs in einer Vorstadt von Göteborg auf. Ab 1982 studierte sie Philosophie an der Universität Stockholm. 1986 schloss sie dort das Studium mit dem Bachelor ab. Sie erwarb danach an der Pädagogischen Hochschule die Lehrqualifikation für die Sekundarstufe, entschied sich aber dazu, den akademischen Weg einzuschlagen. Sie erhielt mehrere Forschungsstipendien, zunächst in Oxford, dann in New York City an der Columbia University, wo sie 1996 mit der von Akeel Bilgrami betreuten Studie Linguistic Freedom: An Essay on Meaning and Rules promovierte. Anschließend kehrte sie an die Universität Stockholm zurück: Von 1997 bis 2003 hatte sie die Position einer wissenschaftlichen Mitarbeiterin („Forschungsassistentin“) inne, 2003 wurde sie zur außerordentlichen Professorin in theoretischer Philosophie ernannt. Sie war die erste Frau, die in Schweden auf eine solche Stelle berufen wurde. 2008 wurde sie schließlich zur ordentlichen Professorin befördert – gleichzeitig mit Kathrin Glüer-Pagin, mit der sie mehrere gemeinsame Forschungsprojekte leitete. Zusammen waren sie die ersten beiden Frauen, die in Schweden auf ordentliche Professuren in theoretischer Philosophie berufen wurden. 1997 und 1999 nahm sie Gastdozenturen am Barnard College in New York bzw. an der Oxford University wahr. Sie ist seit 2018 Mitglied der Königlich Schwedischen Akademie der Wissenschaften und seit 2019 als Nachfolgerin von Sara Danius auf Stuhl 7 auch Mitglied der Schwedischen Akademie, die jährlich den Nobelpreis für Literatur verleiht. 2019 wurde sie zum Mitglied der Academia Europaea gewählt.
2017 veröffentlichte sie das Buch Alternativa fakta. Om kunskapen och dess fiender (deutsch: Hörensagen. Wahrheitsfindung in einer faktenfeindlichen Welt), das in Schweden breit rezipiert wurde. 2018 vertrat sie ihre Position in über 100 öffentlichen Auftritten. Auf Initiative eines Gründers des Verlags Fri Tanke, Björn Ulvaeus, wurde das Buch im Schuljahr 2019/20 an etwa 110.000 Gymnasiasten und Gymnasiastinnen kostenlos verteilt.

## Forschung
Wikforss ist auf Sprachphilosophie und deren Beziehungen zur Philosophie des Geistes spezialisiert. Sie initiierte Forschungsprojekte zur Frage, wie wir unsere eigenen Gedanken und Überzeugungen kennen können. Ihre Publikationen zum postfaktischen Zeitalter und zu Strategien gegen die Faktenfeindlichkeit stießen auf großes Interesse.

## Publikationen auf Deutsch
- Hörensagen. Wahrheitsfindung in einer faktenfeindlichen Welt. HarperCollins, Hamburg 2021.